# David Shaw
Ne doit pas être confondu avec Davie Shaw.
Pour les articles homonymes, voir Shaw.
David Shaw (né le 25 mai 1964 à St. Thomas, dans la province de l'Ontario  au Canada) est un joueur professionnel de hockey sur glace.

## Carrière
Après avoir été sélectionné en première ronde par les Nordiques de Québec, il a participé à 769 matches de la Ligue nationale de hockey en tant que défenseur avec les Nordiques de Québec, les Rangers de New York, les Oilers d'Edmonton, les North Stars du Minnesota, les Bruins de Boston et le Lightning de Tampa Bay. Il a gagné la Coupe Memorial avec les Rangers de Kitchener en 1982. Il réside maintenant à Columbia en Caroline du Sud.

## Statistiques
Pour les significations des abréviations, voir Statistiques du hockey sur glace.
| Saison     | Équipe                   | Ligue      |     | Saison régulière | Saison régulière | Saison régulière | Saison régulière | Saison régulière |    | Séries éliminatoires | Séries éliminatoires | Séries éliminatoires | Séries éliminatoires | Séries éliminatoires |
| Saison     | Équipe                   | Ligue      | PJ  | B                | A                | Pts              | Pun              | PJ               | B  | A                    | Pts                  | Pun                  |                      |                      |
| 1981-1982  | Rangers de Kitchener     | LHO        | 68  | 6                | 25               | 31               | 99               | 15               | 2  | 2                    | 4                    | 51                   |                      |                      |
| 1982-1983  | Rangers de Kitchener     | LHO        | 57  | 18               | 56               | 74               | 78               | 12               | 2  | 10                   | 12                   | 18                   |                      |                      |
| 1982-1983  | Nordiques de Québec      | LNH        | 2   | 0                | 0                | 0                | 0                | --               | -- | --                   | --                   | --                   |                      |                      |
| 1983-1984  | Rangers de Kitchener     | LHO        | 58  | 14               | 34               | 48               | 73               | 16               | 4  | 9                    | 13                   | 12                   |                      |                      |
| 1983-1984  | Nordiques de Québec      | LNH        | 3   | 0                | 0                | 0                | 0                | --               | -- | --                   | --                   | --                   |                      |                      |
| 1984-1985  | Express de Fredericton   | LAH        | 48  | 7                | 6                | 13               | 73               | 2                | 0  | 0                    | 0                    | 7                    |                      |                      |
| 1984-1985  | Nordiques de Québec      | LNH        | 14  | 0                | 0                | 0                | 11               | --               | -- | --                   | --                   | --                   |                      |                      |
| 1985-1986  | Nordiques de Québec      | LNH        | 73  | 7                | 19               | 26               | 78               | --               | -- | --                   | --                   | --                   |                      |                      |
| 1986-1987  | Nordiques de Québec      | LNH        | 75  | 0                | 19               | 19               | 69               | --               | -- | --                   | --                   | --                   |                      |                      |
| 1987-1988  | Rangers de New York      | LNH        | 68  | 7                | 25               | 32               | 100              | --               | -- | --                   | --                   | --                   |                      |                      |
| 1988-1989  | Rangers de New York      | LNH        | 63  | 6                | 11               | 17               | 88               | 4                | 0  | 2                    | 2                    | 30                   |                      |                      |
| 1989-1990  | Rangers de New York      | LNH        | 22  | 2                | 10               | 12               | 22               | --               | -- | --                   | --                   | --                   |                      |                      |
| 1990-1991  | Rangers de New York      | LNH        | 77  | 2                | 10               | 12               | 89               | 6                | 0  | 0                    | 0                    | 11                   |                      |                      |
| 1991-1992  | Rangers de New York      | LNH        | 10  | 0                | 1                | 1                | 15               | --               | -- | --                   | --                   | --                   |                      |                      |
| 1991-1992  | Oilers d'Edmonton        | LNH        | 12  | 1                | 1                | 2                | 8                | --               | -- | --                   | --                   | --                   |                      |                      |
| 1991-1992  | North Stars du Minnesota | LNH        | 37  | 0                | 7                | 7                | 49               | 7                | 2  | 2                    | 4                    | 10                   |                      |                      |
| 1992-1993  | Bruins de Boston         | LNH        | 77  | 10               | 14               | 24               | 108              | 4                | 0  | 1                    | 1                    | 6                    |                      |                      |
| 1993-1994  | Bruins de Boston         | LNH        | 55  | 1                | 9                | 10               | 85               | 13               | 1  | 2                    | 3                    | 16                   |                      |                      |
| 1994-1995  | Bruins de Boston         | LNH        | 44  | 3                | 4                | 7                | 36               | 5                | 0  | 1                    | 1                    | 4                    |                      |                      |
| 1995-1996  | Lightning de Tampa Bay   | LNH        | 66  | 1                | 11               | 12               | 64               | 6                | 0  | 1                    | 1                    | 4                    |                      |                      |
| 1996-1997  | Lightning de Tampa Bay   | LNH        | 57  | 1                | 10               | 11               | 72               | --               | -- | --                   | --                   | --                   |                      |                      |
| 1997-1998  | Thunder de Las Vegas     | LIH        | 26  | 6                | 13               | 19               | 28               | --               | -- | --                   | --                   | --                   |                      |                      |
| 1997-1998  | Lightning de Tampa Bay   | LNH        | 14  | 0                | 2                | 2                | 12               | --               | -- | --                   | --                   | --                   |                      |                      |
| 1998-1999  | Thunder de Las Vegas     | LIH        | 24  | 3                | 10               | 13               | 22               | --               | -- | --                   | --                   | --                   |                      |                      |
| 2000-2001  | Wolves de Chicago        | LIH        | 30  | 0                | 10               | 10               | 23               | 16               | 0  | 3                    | 3                    | 18                   |                      |                      |
| Totaux LNH | Totaux LNH               | Totaux LNH | 769 | 41               | 153              | 194              | 906              | 45               | 3  | 9                    | 12                   | 81                   |                      |                      |